# Curré-formatie
De Curré-formatie is een geologische formatie in Costa Rica die afzettingen uit het Mioceen omvat.

## Locatie
De Curré-formatie ligt bij San Gerardo de Limoncito in de provincie Puntarenas. De afzettingen dateert uit het Vroeg-Hemphillian  (8,5 tot 6,5 miljoen jaar geleden). De formatie is deels afgezet in een rivierdelta en deels in een boomsavanne.

## Fauna

### Landdieren
De fauna van de Curré-formatie is een mix van diersoorten van Noord- en Zuid-Amerikaanse oorsprong, hoewel beide continenten in het Mioceen nog niet met elkaar waren verbonden. De vondsten van de grondluiaarden Zacatzontli cotobrusensis uit de Megalonychidae en Sibotherium ka uit de Megatheriidae en de gordeldierachtige Scirrotherium antelucanus uit de Pampatheriidae hebben geleid tot nieuwe inzichten in de migratie tussen Noord- en Zuid-Amerika voor de "Great American Biotic Interchange". Pliometanastes en Thinobadistes uit de Mylodontidae verschenen circa 9 miljoen jaar geleden in Noord-Amerika met vondsten in Florida, waarna Pliometanastes zich ontwikkelde tot Megalonyx. Een migratieroute via de Caribische eilanden door middel van “island hopping” werd verondersteld. De vondsten in de Curré-formatie en een recente vondsten van Pliometanastes in Mexico wijzen er echter op dat de migratieroute in het Mioceen via zuidelijk Midden-Amerika verliep. Hoewel dit gebied destijds door een zeestraat werd gescheiden van Zuid-Amerika, was de afstand in het Mioceen inmiddels overbrugbaar geworden. De vondsten van reptielen met een Zuid-Amerikaanse oorsprong in de Culebra-kloof in Panama ondersteunen dit. De condities in het zuiden van Midden-Amerika waren in het Laat-Mioceen vergelijkbaar met die in noordwestelijk Zuid-Amerika met warme, vochtige, tropische laaglandregenwouden en boomsavannes, terwijl droge of hooglandecosystemen ontbraken. Dit maakte de noordwaartse migratie van tandarmen, veronderstelde goede zwemmers, mogelijk. Het noorden van Midden-Amerika daarentegen was droger en kouder, waardoor de migratie van noordelijke diergroepen bleef aanvankelijk beperkt. Alleen voor kleine beren, die zich als opportunisten goed kunnen aanpassen aan diverse ecosystemen, vormden deze condities geen belemmering en ongeveer 7,5 tot 7 miljoen jaar geleden migreerde de kleine beer Cyonasua van noord naar zuid, mogelijk via Midden-Amerika. Pas toen in het Midden-Plioceen het klimaat veranderde en uitgestrekte droogbossen verschenen, kwam ook de migratie van dieren vanuit Noord-Amerika naar Zuid-Amerika op gang.
Zoogdieren van noordelijke origine zijn het slurfdier Gomphotherium hondurensis, drie soorten paarden, de kameel Hemiauchenia en twee soorten pekari's. Van Gomphotherium hondurensis zijn een partiële schedel, kiezen en drie slagtandfragmenten gevonden in de Curré-formatie. Protohippus gidleyi, Calippus hondurensis en Dinohippus mexicanus zijn de paardensoorten uit de Curré-formatie. Het verspreidingsgebied van deze soorten loopt noordwaarts tot aan Florida. De pekarisoorten Prosthennops serus en Protherohyus brachydontus kwamen voor tot in Noord-Amerika.
Er zijn tevens vogelfossielen gevonden in de Curré-formatie, behorend tot de pelikaan Pelecanus sp. en een vermoedelijke vertegenwoordiger van de Pelagornithidae.
De onechte gaviaal Gavialosuchus americanus is eveneens bekend uit de Curré-formatie met vondsten van kaken en osteodermen. Een ander reptiel uit de Curré-formatie is Boa constrictor. Verder zijn fossielen van vijf type schildpadden gevonden: de weekschildpad Apalone., de landschildpad Hesperotestudo, de mariene schildpad Bairdemys, en de waterschildpadden Dermatemys en Pseudemys.

### Zeedieren
In de Curré-formatie zijn ook fossielen van tandwalvissen gevonden, bestaande uit tanden: Eurhinodelphis sp. (Eurhinodelphinidae), Goniodelphis sp. (Iniidea), Hadrodelphis sp. (Kentriodontidae) en Orycterocetus sp. (Physeteridae). Goniodelphis is een rivierdolfijn die tevens bekend is uit Florida. Eurhinodelphis had mogelijk een pantropische verspreiding, terwijl fossielen van de andere tandwalvissen aan beide zijden van de Atlantische Oceaan zijn gevonden. De aanwezigheid van deze tandwalvissen in de Curré-formatie bevestigt een verbinding tussen de Caribische Zee en de Grote Oceaan tijdens een Laat-Mioceen. Een andere Costa Ricaanse tandwalvis uit het Mioceen, Squalodon, is bekend uit de Río Banano-formatie.
Verder zijn ook fossielen van haaien (de roofhaaien Carcharhinus longimanus, C. priscus, Isogomphodon acuarius en I. caneullensis, Sphyrna arambourgi, Hemipristis serra en Isurus desori), roggen (Aetobatus arcuatus, Dasyatis cavernosa, Myliobatis sp. en Rhinoptera sp.) en beenvissen zoals baarsachtigen en meervallen gevonden in de Formación Curré, naast een ongewervelde mariene fauna die bestond uit zeeslakken, nautilusachtigen, tweekleppigen, stekelhuidigen en krabachtigen.